# Teodora de Leiningen
Teodora de Leiningen (nome pessoal: Anna Feodora Auguste Charlotte Wilhelmine zu Leiningen; Amorbach, 7 de dezembro de 1807 — Baden-Baden, 23 de setembro de 1872), também conhecida como Feodora de Leiningen, foi a única filha de Emico Carlos, Príncipe de Leiningen e da Princesa Vitória de Saxe-Coburgo-Saalfeld. Teodora e seu irmão mais velho Carlos, 3º Príncipe de Leiningen, eram meio-irmãos maternos da Rainha Vitória do Reino Unido, pelo casamento de sua mãe com o príncipe Eduardo, Duque de Kent e Strathearn quarto filho do rei Jorge III do Reino Unido. Ela é uma ancestral matrilinear do rei Carlos XVI Gustavo da Suécia e do rei Felipe VI da Espanha.

## Primeiros anos
Teodora de Leiningen nasceu em 7 de dezembro de 1807, filho de Emico Carlos, 2º Príncipe de Leiningen e Vitória de Saxe-Coburgo-Saalfeld em Amorbach. Ela tinha um irmão mais velho e juntos cresceram em Amorbach. O pai de Feodora morreria em 1814, e sua vida mudaria em 1818 quando sua mãe se casou com Eduardo, duque de Kent e Strathearn, que era o quarto filho do Rei Jorge III. Em 1819, a família se mudaria para a Inglaterra, pois a nova duquesa de Kent estava grávida, e eles queriam ter o herdeiro potencial para o trono em solo inglês. Sua meia-irmã Vitória nasceu em 24 de maio de 1819 no Palácio de Kensington, em Londres. O novo padrasto de Teodora não veria sua filha crescer porque ele morreu em 23 de janeiro de 1820. Teodora também morava no Palácio de Kensington, onde recebeu uma educação de professores particulares.
Embora a diferença de idade de 12 anos certamente afetasse seu relacionamento, o vínculo entre eles era íntimo. Teodora não estava muito feliz no Palácio de Kensington, no entanto. Ela escreveria mais tarde: “Eu escapei de alguns anos de prisão que você, minha pobre querida irmã, teve de suportar depois que eu me casei. Muitas vezes eu louvei a Deus por ele ter enviado meu querido Ernesto porque eu poderia ter me casado, não sei com quem apenas para fugir! ”

## Casamento

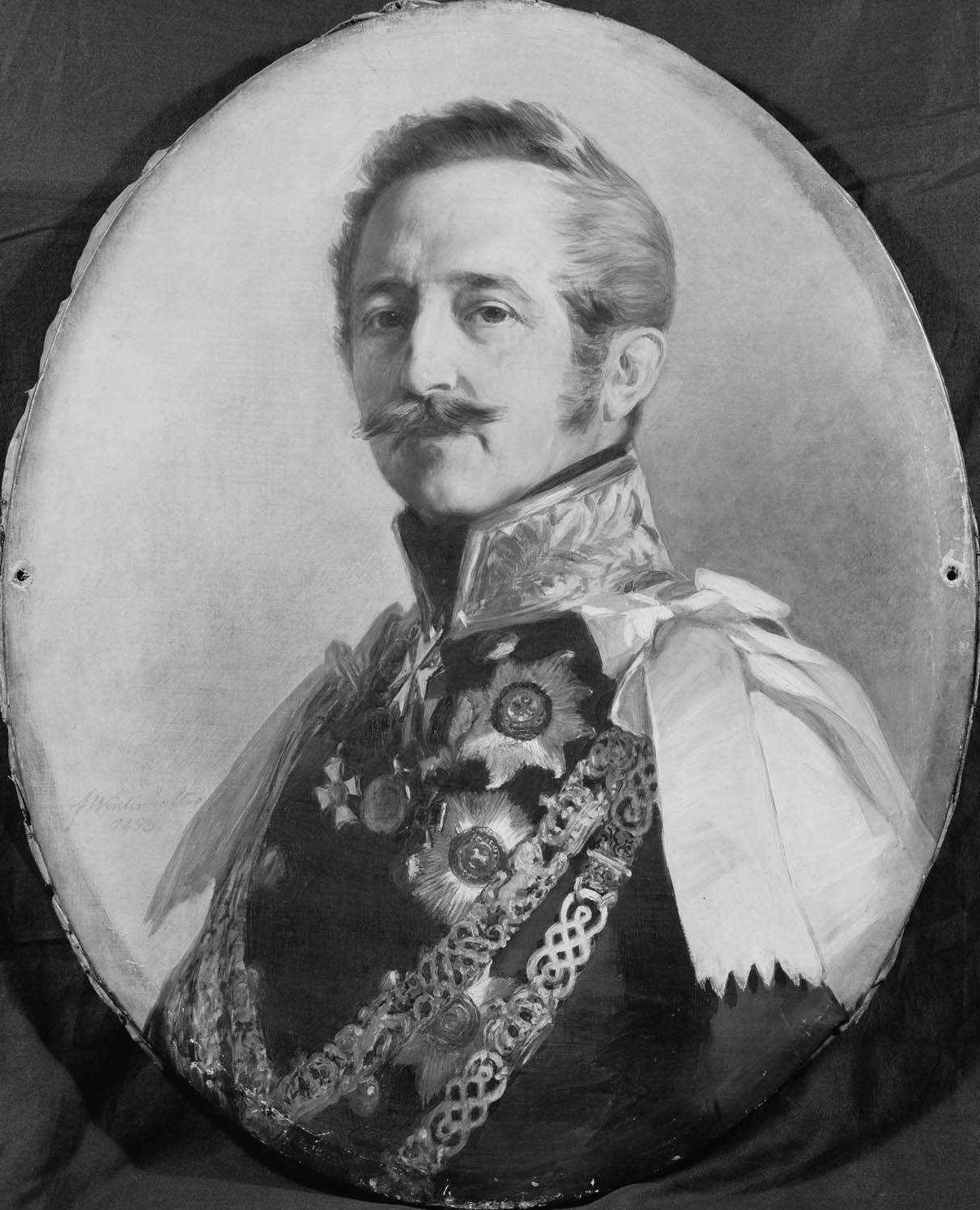
O marido de Teodora: Ernesto I Príncipe de Hohenlohe-Langemburgo.

Em 18 de fevereiro de 1828, Teodora casou-se com um homem que ela conhecera apenas duas vezes, Ernesto I, Príncipe de Hohenlohe-Langenburgo. Ele era 13 anos mais velho que ela e Teodora o considerava gentil e bonito. No entanto, como meia-irmã da futura rainha, ela poderia ter feito um casamento muito mais magnífico. Vitória atuou como dama de honra para sua irmã e Teodora escreveu mais tarde: “Eu sempre vejo você, minha querida, garotinha, como você estava, vestida de branco - que precioso vestido de renda eu possuo agora - andando com a cesta de presentes”. Teodora continuaria a escrever com a irmã e até recebia uma mesada sempre que desejasse visitar a Inglaterra. Vitória sentia muita falta da irmã e mandava muitas cartas, mandando notícias de suas bonecas e revelando seus sentimentos. Teodora teria seis filhos com o marido, os quais sobreviveram até a idade adulta, mas sua filha mais velha, Elisa, morreria aos 19 anos de tuberculose. Vitória encomendou um retrato de Elisa em 1840, e quando Elisa morreu, ela enviou a Teodora uma pulseira contendo o retrato em miniatura ao qual Teodora respondeu: “Eu acho a miniatura muito boa, e o cenário tão lindo, a ideia tão bonita ... Só com lágrimas, eu posso agradecer! ”
Teodora voltou ao Palácio de Kensington seis anos após seu casamento, e uma feliz Vitória escreveu: “Aos 11 anos chegou minha querida irmã Teodora, que eu não via há seis anos. Ela está acompanhada por Ernesto, seu marido e seus dois filhos mais velhos, Carlos e Elisa. Querida Teodora parece muito bem, mas está ficando muito mais gorda desde que a vi. ” Após sua partida em julho, Vitória escreveu: "Eu a agarrei em meus braços, beijei-a e chorei como se meu coração fosse se partir, ela também, querida. irmã. Então, nós nos separamos na mais profunda dor. Quando voltei para casa, estava em tal estado de tristeza que não sabia o que fazer comigo mesmo. Solucei e chorei violentamente a manhã inteira. ”
O marido de Teodora morreu em 1860, e o marido da rainha Vitória, Alberto, o acompanhou no ano seguinte. Vitória esperava que sua irmã se juntasse a ela na Inglaterra e compartilhasse sua dor. Teodora visitou sua irmã em 1863, mas achou a dor de Vitória insuportável.

## Últimos anos

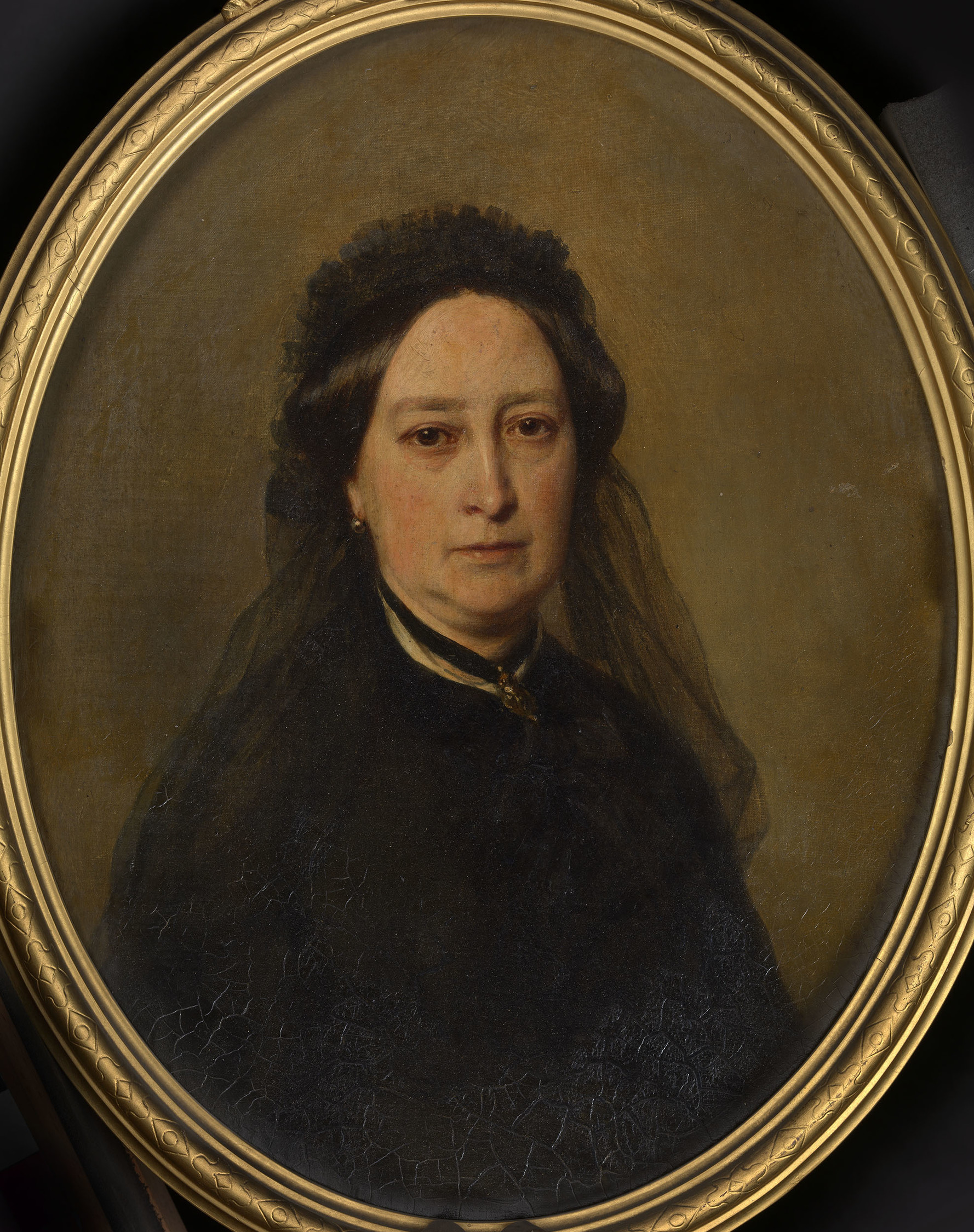
Retrato de Teodora em sua viuvez por Franz Xaver Winterhalter, em 1872, na Royal Collection.

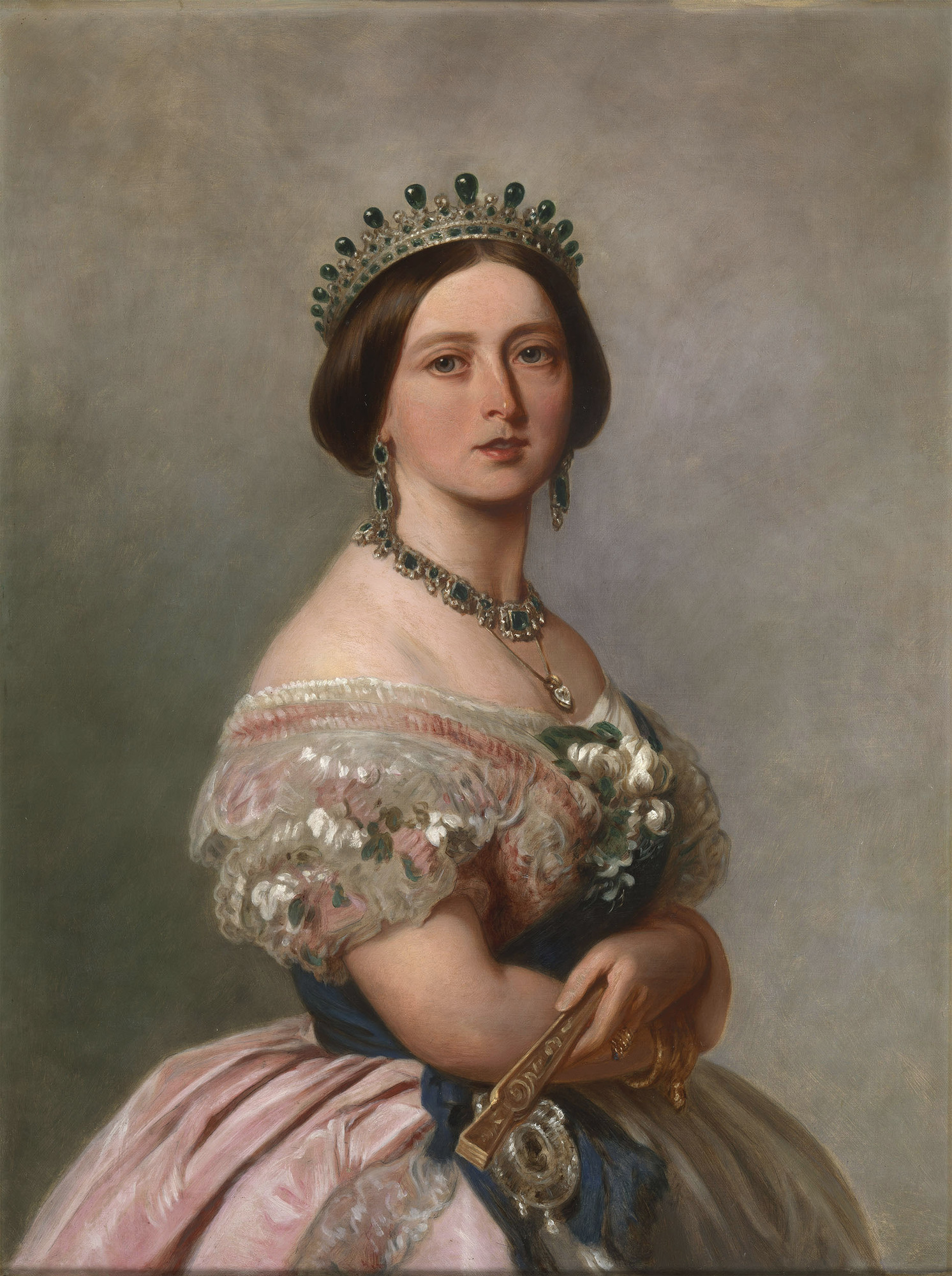
Meia-irmã de Teodora: a Rainha Vitória do Reino Unido.

Teodora morreria em 23 de setembro de 1872, mesmo ano que sua filha mais nova. Teodora e Vitória haviam se visto pela última vez naquele ano, quando Teodora já estava com uma doença terminal. Vitória escreveu após a morte de sua irmã: “Posso escrever? Minha querida, única irmã, minha querida excelente, nobre Teodora não existe mais! Este deveria ter sido e ainda é um dia de alegria para todo o bom povo Balmoral, por causa do primeiro retorno do querido Bertie após sua doença; e estou aqui em tristeza e pesar, incapaz de me juntar às boas-vindas. A vontade de Deus será feita, mas a perda para mim é muito terrível! Estou tão sozinho agora, nenhum próximo e querido perto da minha idade, ou mais velho, a quem eu pudesse admirar, partiu! Tudo, tudo fone! Ela era minha última parente próxima em igualdade comigo, o último elo com minha infância e juventude. Meus queridos filhos, tão gentis e afetuosos, mas ninguém pode realmente me ajudar. ”
Uma carta datada de 1854 foi encontrada no jornal de Teodora após sua morte por Vitória: "Nunca poderei agradecer o suficiente por tudo o que você fez por mim, por seu grande amor e terna afeição. Esses sentimentos não podem morrer, eles devem e vão viver em minha alma - até que nos encontremos novamente, para nunca mais sermos separados - e você não vai esquecer. ”

## Descendência
Ela e Ernesto de Hohenlohe-Langemburgo tiveram seis filhos:
| Nome                                        | Nascimento             | Morte                   | Idade   | Notas |
| ------------------------------------------- | ---------------------- | ----------------------- | ------- | --- |
| Carlos Luís II de Hohenlohe-Langemburgo     | 25 de outubro de 1829  | 16 de maio de 1907      | 77 anos | Sucedeu ao título em 12 de abril de 1860, mas abdiciou seus direitos em favor de seu irmão menor, em 24 de abril do mesmo ano. |
| Elisa de Hohenlohe-Langemburgo              | 8 de novembro de 1830  | 27 de fevereiro de 1850 | 20 anos | |
| Hermano Ernesto IV de Hohenlohe-Langemburgo | 31 de agosto de 1832   | 8 de março de 1913      | 80 anos | Casou-se com Leopoldina de Baden                                                                                               |
| Vítor de Hohenlohe-Langemburgo              | 11 de dezembro de 1833 | 31 de dezembro de 1891  | 58 anos | Morou na Grã-Bretanha e se casou morganaticamente.                                                                             |
| Adelaide de Hohenlohe-Langemburgo           | 20 de julho de 1835    | 25 de janeiro de 1900   | 64 anos | Casou-se com o duque Frederico VIII de Eslésvico-Holsácia.                                                                     |
| Teodora de Hohenlohe-Langemburgo            | 7 de julho de 1839     | 10 de fevereiro de 1872 | 42 anos | Casou-se com Jorge II de Saxe-Meiningen                                                                                        |